# Sénat (Chili)
Pour les autres articles nationaux ou selon les autres juridictions, voir Sénat.
LVIe législature
Édifice du Congrès national
Le Sénat (en espagnol : Senado) est la chambre haute du Congrès national du Chili, son parlement bicaméral.

## Système électoral

### Actuel
Le Sénat est composé de 50 sénateurs élus pour huit ans et renouvelable par moitié tous les quatre ans au scrutin proportionnel plurinominal dans 15 circonscriptions de deux à cinq sénateurs correspondant aux régions du Chili. Les sièges sont répartis après décompte des suffrages selon la méthode D'Hondt, sans seuil électoral.

### Avant 2017
Avant une réforme en 2017, le Sénat est composé de 38 sénateurs élus pour huit ans et renouvelable par moitié tous les quatre ans au scrutin binominal majoritaire à un tour dans 19 circonscriptions électorales correspondants en partie aux régions du Chili. Sept régions forment des circonscriptions comportant deux sièges, et les six autres sont divisées en deux circonscriptions de deux sièges également. 
Il s'agit dans les deux cas d'un scrutin binominal : si la liste d'un parti recueille plus de deux tiers des suffrages valables, le parti a droit aux deux sièges de la circonscription ; s'il en obtient moins, il a droit à un siège et le parti qui arrive en deuxième position se voit attribuer le second. Ce système pousse à la recherche de consensus entre les partis.
Ce mode de scrutin est néanmoins accusé de servir à maintenir une minorité de contrôle par les forces conservatrices au cours de la démocratisation ayant suivi la période de dictature de Pinochet, le pouvoir ayant découpé les circonscriptions selon les résultats du référendum ayant conduit au départ de Pinochet.
Lors des élections de 2017, et à la suite de l'application d'une réforme de mai 2015, le mode de scrutin est modifié pour celui proportionnel en vigueur. Le total de sénateurs passe temporairement de 38 à 43, avant l'élargissement final à 50 sénateurs en 2021. Ce sont par conséquent 23 sénateurs qui sont élus au cours des élections de 2017 et 27 en 2021, le renouvellement s'effectuant toujours par moitié environ.

### Avant 2005
La révision constitutionnelle d'août 2005 supprime deux catégories de sénateurs introduites par la Constitution de 1980 : d'une part les neuf membres nommés, parmi lesquels figuraient deux anciens membres de la Cour suprême, un ancien contrôleur général de la République, un ancien chef d'état-major de chacune des trois branches de l'armée, un ancien recteur d'université et un ancien ministre ; d'autre part, les anciens présidents de la République, qui devenaient sénateurs à vie s’ils avaient exercé leurs fonctions pendant au moins six ans.

## Conditions d'éligibilité
Pour être éligible, il faut être citoyen chilien disposant du droit de vote, avoir suivi l'enseignement secondaire, être âgé d'au moins 35 ans et ne pas exercer la fonction de député.

## Composition
| Groupe | Groupe                       | Parti                                         | Parti                          | Sièges |
| ------ | ---------------------------- | --------------------------------------------- | ------------------------------ | ------ |
|        | Chile Vamos (ChV)            |                                               | Rénovation nationale (RN)      | 12     |
|        | Chile Vamos (ChV)            | Union démocrate indépendante (UDI)            | 9                              |        |
|        | Chile Vamos (ChV)            | Évolution politique (Evópoli)                 | 3                              |        |
|        | Approbation dignité (AD)     |                                               | Parti communiste (PPCh)        | 2      |
|        | Approbation dignité (AD)     | Fédération régionaliste verte sociale (FREVS) | 2                              |        |
|        | Approbation dignité (AD)     | Révolution démocratique (RD)                  | 1                              |        |
|        | Approbation dignité (AD)     | Ind. (Ind.)                                   | 1                              |        |
|        | Socialisme démocratique (SD) |                                               | Parti socialiste (PS)          | 7      |
|        | Socialisme démocratique (SD) | Parti pour la démocratie (PPD)                | 6                              |        |
|        | Parti républicain (PLR)      |                                               | Parti républicain (PLR)        | 1      |
|        | Autres partis                |                                               | Parti démocrate-chrétien (PDC) | 5      |
|        | Autres partis                | Ind. (Ind.)                                   | 1                              |        |
| Total  | Total                        | Total                                         | Total                          | 50     |

## Présidence
- Président : Manuel José Ossandón (depuis le 26 mars 2025)
- Vice-président : Ricardo Lagos Weber (depuis le 26 mars 2025)
- Secrétaire général :  Raúl Guzmán Uribe (depuis le 16 avril 2020)

## Féminisation
En 1953, María de la Cruz devient la première femme sénatrice de l'histoire du Chili.